# Tmesipteris
Tmesipteris — рід псилотоподібних рослин родини Псилотові (Psilotaceae).

## Назва
Назва латиною Tmesipteris походить з грецького словосполучення, що означає «посічена папороть» і вказує на посічену будову листя та схожість рослини з папороттю.

## Поширення
Рід поширений у Південно-Тихоокеанському регіоні, зокрема, в Австралії, Новій Зеландії, Новій Каледонії, на острові Норфолк. Один вид описаний у 2012 році на Філіппінах.

## Види
Рід включає 12 видів:
- Tmesipteris elongata P.A.Dang[1][2]
- Tmesipteris horomaka Perrie, Brownsey & Lovis [3]
- Tmesipteris lanceolata P.A.Dang.[1][4]
- Tmesipteris norfolkensis P.S.Green[1]
- Tmesipteris obliqua Chinnock[1]
- Tmesipteris ovata N.A.Wakef.[1]
- Tmesipteris parva N.A.Wakef.[1]
- Tmesipteris sigmatifolia Chinn.[4]
- Tmesipteris tannensis (Spreng.) Bernh.[3]
- Tmesipteris truncata (R.Br.) Desv.
- Tmesipteris vieillardii P.A.Dang[4]
- Tmesipteris zamorae Gruèzo & Amoroso, 2012[5]